# Impiety
Impiety ist eine Black-Metal-Band aus Singapur.

## Geschichte
Gegründet wurde Impiety 1990 in Singapur von Sänger und Bassist (und zeitweilig auch Gitarrist) Shyaithan (bürgerlich: Ariffeen Deen). Zuvor spielte er ab 1987 mit anderen „verrückten und irren Kriegsdämonen“ (englisch demented and insane Wardemons) Coversongs u. a. von Bathory, Hellhammer, Sarcófago sowie von Destruction und Sodom.
1991 erschien das erste Demo Rehearsal Demo und im Folgejahr mit Ceremonial NecroChrist Redesecration das zweite Demo. Dann folgte 1993 mit der EP Salve The Goat...Iblis Exelsi via Shivadarshana Records aus den Niederlanden die erste Veröffentlichung auf einem Musiklabel. Dort erschien 1996 auch das Debütalbum Asateerul Awaleen.
Auch die nachfolgenden Alben wurden häufig bei europäischen Plattenfirmen veröffentlicht, darunter 2000 die Vinylversion von Skullfucking Armageddon bei Iron Pegasus Records aus Deutschland, Kaos Kommand 696 im Jahr 2002 bei Osmose Productions aus Frankreich und Paramount Evil 2004 bei Agonia Records aus Polen.
Mit Dominator veröffentlichte Impiety 2008 eine EP bei Pulverised Records, wo mit Sorrow Throughout the Nine Worlds 1996 auch schon das Labeldebüt von Amon Amarth erschien.
Internationale Konzerte absolvierte die Band unter anderem in der zweiten Hälfte der 1990er Jahre in Malaysia und Indonesien, 2011 in den USA (mit Gravehill) und Mexiko und 2014 in Bangladesch und Indien sowie in China.

## Stil
Ihren Stil beschreibt die Band selbst als „Christfucking Nuklear War Metal“. Zu den Inspirationen während der Gründungszeit gehörten insbesondere Thrash- und Black-Metal-Bands der 1980er Jahre wie Assassin, Bathory, Blasphemy, Exumer, Morbid Angel, Necrodeath, Possessed, Sodom und „weitere alte extrem Kultbands“.
Diesem Stil ist die Band konsequent treu geblieben. So urteilte das österreichische Online-Magazin stormbringer.at über die 2008er EP Dominator, es werde „extrem rumpeliger, rauer Black Metal geboten, der eine Vielzahl an räudigen Thrash-Zitaten aufweist.“ Bei der Besprechung der Wiederveröffentlichung von Skullfucking Armageddon im Jahr 2011 brachte der Rezensent von metal.de seinen Eindruck komprimiert auf den Punkt: „Black/Thrash/Death von der besten Sorte“.

## Kontroverse
Der Song Carbonized des 1994er Albums Paramount Evil, der sich mit Josef Mengele beschäftigt, und speziell die Textzeile „We applaud the wanton brutality, anti jewish supremacy“ führten dazu, dass die Band mit den Vorwürfen konfrontiert wurde, sie würde den Nationalsozialismus wie auch Antisemitismus unterstützen. Weiterführende Vorwürfen stellten die Band in den Kontext von NSBM. Im englischsprachigen Interview mit dem deutschen Online-Magazin Voices from the Darkside distanzierte sich Impiety einerseits deutlich von den Nazi-Vorwürfen, hielt aber gleichzeitig an dem Text als ganzes und auch der Zeile an sich fest. Dies wurde damit begründet, dass die Band konsequent „anti-religiös“ sei und vor dem Hintergrund nicht nur anti-jüdisch, sondern auch anti-christlich, anti-muslimisch und anti-hindu.

## Diskografie
Demos
- 1991: Rehearsal Demo
- 1992: Ceremonial NecroChrist Redesecration

EPs
- 1993: Salve The Goat...Iblis Exelsi (Shivadarshana Records)
- 1997: Funeralight (Ultra-Hingax, Re-Release 2006 via Agonia Records)
- 2008: Dominator (Pulverised Records)
- 2010: Goatfather (Basement Records)
- 2011: Advent of ... (Pulverised Records)

Split 7"
- 1999: Unholy Masters of Darkness (mit Profanatica, Samhain Records)
- 2004: Two Majesties: An Arrogant Alliance of Satan’s Extreme Elite (mit Surrender of Divinity, Unholy Horde Records)
- 2008: Two Barbarians (mit Abhorrence, Agonia Records)
- 2016: Dusthall Desecrators (mit Infernal Execrator, Dunkelheit Produktionen)

Alben
- 1996: Asateerul Awaleen (Shivardarshana Records, Re-Release 2004 via Agonia Records)
- 1999: Skullfucking Armageddon (Dies Irae Records, Re-Release 2000 via Drakkar (CD) und Iron Pegasus Records (Vinyl))
- 2002: Kaos Kommand 696 (Osmose Productions)
- 2004: Paramount Evil (Agonia Records)
- 2004: Formidonis Nex Cultus (Agonia Records)
- 2009: Terroreign (Apocalyptic Armageddon Command) (Agonia Records)
- 2011: Worshippers of the Seventh Tyranny (Agonia Records)
- 2012: Ravage & Conquer (Agonia Records)
- 2020: Versus All Gods (Evil Dead Production)

Sonstige
- 2007: Tormentors of Tijuana (Live-Album, Heavy Metal Super Star Records)
- 2008: 18 Atomic Years Satanniversary (Kompilation, Agonia Records / Pulverised Records)
- 2010: Tormentors of Nagoya (Live-Album, Heavy Metal Super Star Records)
- 2012: Tormentors of Kota Bharu (Live-Album, Gempita Records)
- 2013: Vengeance Hell Immemorial (Kompilation, Hells Headbangers Records)